# Fondation Francqui
 (décembre 2023).
 (décembre 2023).
L'article doit être relu — et modifié si nécessaire — par des contributeurs indépendants pour apporter un regard critique aux contributions effectuées en violation des conditions d'utilisation de Wikipédia, tant sur la forme (notamment concernant le style encyclopédique, la proportionnalité) que sur le fond (la neutralité de point de vue, la qualité et l'indépendance des sources).
La Fondation Francqui est une institution d'utilité publique en Belgique, qui promeut l'excellence académique et de la recherche fondamentale désintéressée. Pour atteindre cet objectif, elle met en œuvre plusieurs initiatives, dont la principale est la remise du prix Francqui.
En offrant des chaires nationales et internationales, des mandats de recherche, des bourses pour des start-ups et des bourses pour des étudiants, la fondation reconnaît les chercheurs exceptionnels, encourage les échanges interuniversitaires nationale et internationale, et apporte un soutien aux académiciens.

## Histoire
La fondation tire son nom d'Émile Francqui, un homme d'affaires, philanthrope belge et ministre d'État du début du XXe siècle. Émile Francqui joue un rôle clé dans l'industrialisation de la Belgique et a occupé divers postes influents dans le secteur privé et public.
Avec les fonds de la Commission for Relief in Belgium, Émile Francqui et Herbert Hoover œuvrent à la reconstruction de la Belgique après la Première Guerre mondiale. L'investissement dans les domaines de la science et l'éducation était prioritaire, conduisant ainsi à l'établissement de la Fondation universitaire in 1920 et la création de la Fondation Francqui en 1932.
Le président actuel[Quand ?] de la Fondation Francqui est Herman Van Rompuy.